# Pamela Ware
Pamela Ware (* 12. Februar 1993 in Greenfield Park, Québec) ist eine ehemalige kanadische Wasserspringerin. Sie trat vor allem im Kunst- und Synchronspringen vom 3-m-Brett an.

## Werdegang
Pamela Ware begann im Alter von sieben Jahren in Brossard gemeinsam mit ihrer älteren Schwester Carol-Ann Ware mit dem Wasserspringen. 2009 startete sie mit ihrer Schwester in Madrid erstmals im Synchronspringen beim FINA Grand Prix und wurde Zweite, 2010 gewann Pamela bei den Juniorenweltmeisterschaften Bronze vom 1-m-Brett. Im gleichen Jahr nahm sie an den Olympischen Jugendspielen teil, wo sie Vierte vom 3-m-Brett und Achte vom 10-m-Turm wurde, sowie an den Commonwealth Games, bei denen sie in allen fünf Disziplinen antrat und als bestes Resultat Rang fünf im Synchronspringen vom 3-m-Brett erreichte. 2011 und 2012 startete sie weiterhin im Grand Prix und erreichte mehrere Podestplätze im Einzel- und Synchronspringen mit Carol-Ann Ware. Beim Weltcup 2012 in London wurde sie Vierte im Kunstspringen vom 3-m-Brett.
Nach dem Karriereende von Émilie Heymans wurde Pamela Ware 2013 neue 3-m-Synchronpartnerin von Jennifer Abel. Bei den Weltmeisterschaften 2013 in Barcelona gewann Ware Bronze sowohl im Einzel- als auch im Synchronspringen vom 3-m-Brett, außerdem wurde sie Fünfte vom 1-m-Brett. Seit 2014 startet Pamela Ware vor allem in der Diving World Series vom 3-m-Brett und errang mehrere zweite und dritte Plätze. Beim Weltcup 2014 in Shanghai erreichte sie den fünften Platz im Einzel- und den zweiten Platz im Synchronspringen vom 3-m-Brett; bei den Commonwealth Games 2014 gewann sie Silber im Synchronspringen. 2015 gewann sie sowohl im Einzel- (hinter Jennifer Abel) als auch im Synchronspringen (gemeinsam mit Jennifer Abel) Silber bei den Panamerikanischen Spielen in Toronto. Bei den Weltmeisterschaften in Kasan wurden Abel und Ware Vize-Weltmeisterinnen vom 3-m-Brett, im Einzel wurde Pamela Ware Fünfte.
Pamela Ware trainierte bei Aaron Dziver in Montreal. Sie studierte am Vanier College Sozial- und Verhaltenswissenschaften.